# SURF & TEARS
「SURF & TEARS」（サーフ・アンド・ティアーズ）は、杏里21枚目のシングル。1987年7月22日発売。発売元はフォーライフ・レコード。

## 解説
『SURF & TEARS』は「JT SomeTime LIGHTS」のコマーシャルソング第2弾として使用された。B面の『LABYRINTH』は長年未CD化だったが、2011年にリマスター再リリースされた11thアルバム『SUMMER FAREWELLS』にボーナス・トラックとして、『SURF & TEARS』と共に初収録。

## 収録曲
作詞：吉元由美 作曲：ANRI 編曲：入江純
1. SURF & TEARS
  - JT Some Time LIGHTS CMソング
2. LABYRINTH

## 関連作品
- SUMMER FAREWELLS
- MY FAVORITE SONGS
- 16th Summer Breeze
- Surf & Tears